# Clã Dewar
O Clã Dewar é um clã escocês da região das Terras Baixas, próximo de Edimburgo, Escócia.
O atual chefe é Michael Kenneth O'Malley Dewar of That Ilk e Vogrie.